# Макьюэн, Иэн
И́эн Ра́сселл Макью́эн (англ. Ian Russell McEwan, род. 21 июня 1948, Олдершот, Великобритания) — британский писатель, сценарист и драматург, лауреат Премии Сомерсета Моэма (1976), Букеровской премии (1998), мемориальной премии Джеймса Тейта Блэка (2005) и Иерусалимской премии за свободу индивида в обществе (2011).

## Биография

### Детство и образование
Иэн Макьюэн родился 21 июня 1948 в военном городке Олдершот, Хэмпшир, в семье Розы Лиллиан Вайолет и Дэвида Макьюэна. Большую часть детства он провёл на военных базах в Восточной Азии, Германии и Северной Африке, где служил его отец, кадровый офицер британской армии. Его мать имела двух детей от первого брака намного старше его, но Макьюэн всегда считал себя «единственным ребёнком», вплоть до 2007 года, когда неожиданно узнал о существовании брата.
Когда ему было двенадцать, семья вернулась в Англию и он был принят в школу-интернат Вулверстоун (Woolverstone Hall School) в Суффолке, в котором он проучился с 1959 по 1966 год, и где у него развился интерес к английской романтической поэзии и современной американской и английской фантастике. Некоторое время он работал в Лондоне в качестве мусорщика до зачисления в университет Суссекса в Брайтоне, который окончил с отличием, и получил степень бакалавра по английской литературе в 1970 году. Во время учёбы из-под его пера выходили в основном сценарии и скетчи. В том же году Макьюэн был принят в Университет Восточной Англии (University of East Anglia), где был одним из первых выпускников новаторского курса творческого письма (Creative Writing), который преподавали писатели Малькольм Брэдбери и Энгус Уилсон и там же получил степень магистра в 1971 году.

### Начало творческого пути
По окончании обучения писатель получил степень магистра, и отправился в Афганистан. Он вскоре начал публиковать рассказы в литературных журналах. В 1975 году он опубликовал сборник рассказов, написанных им в рамках курсовой работы на степень магистра), под названием «Первая любовь, Последние помазания» (англ. First Love, Last Rites). Свою первую книгу автор окрестил «лабораторией», где в поисках своего писательского «я» он экспериментировал с жанрами повествования, создавал героев, несвойственных литературе XX века. Сборник позднее принес автору Премию Сомерсета Моэма в 1976 году.
Макьюэн начинает писать сценарии для радиоспектаклей и ТВ-шоу, и вскоре два сценария были использованы телекомпанией BBC: «Беседы с человеком-шкафом» (англ. Conversations with a Cupboardman — 1975) и «День рожденья Джека-Блохи» (англ. Jack Flea's Birthday Celebration — 1976).
В 1978 году он опубликовал свой второй сборник рассказов, «Меж сбитых простыней» (англ. In Between the Sheets), и первый роман «Цементный сад» (англ. The Cement Garden). Вскоре после выхода последнего, в литературных кругах разразился скандал в связи с тем, что некоторые критики отметили сходство между романами «Цементный сад» и «Дом нашей матери» (англ. Our Mother's House) Юлиана Глоага (Julian Gloag), написанный в 1963 году. Макьюэн отрицал, что читал работу Глоага, и в итоге официальных обвинений в плагиате предъявлено не было.
В 1980 году, когда телеканал BBC в последний момент отказался от постановки пьесы «Стереометрия» (англ. Solid Geometry), в центре которой — история героя, который хранит в столе химически консервированный пенис в банке.
На протяжении 1980-х годов, Макьюэн в основном пишет сценарии для телевидения и кино. Его перу принадлежат: «Имитация» (англ. The Imitation Game), «Обед пахаря» (англ. The Ploughman’s Lunch), «Последний день лета» (англ. The Last Day of Summer), «Кислосладкий» (англ. Soursweet), а также ряд пьес, к примеру, «Незнакомцы» (англ. Strangers). Им написаны два романа: «Утешение незнакомцев» англ. (The Comfort of Strangers) и «Дитя во времени» (англ. The Child In Time).
Макьюэн является членом Королевского литературного общества, Королевского общества искусств и Американской академии искусств и наук. Он был награждён премией Шекспира фонда Альфреда Тепфера в 1999 году. Он также является заслуженным членом Британской гуманистической ассоциации. В 2000 году был награждён орденом Британской Империи. В 2008 году Макьюэну была присуждена почетная степень доктора литературы Университетского колледжа в Лондоне, где он преподавал английскую литературу.

### Личная жизнь
По убеждениям писатель — атеист.
Был дважды женат. Первый раз женился на Пенни Аллен (англ. Penny Allen) в 1982 году, развёлся в 1995 году. Его вторая жена, Анналена Макафи (англ. Annalena McAfee), в прошлом редактор в газете «Рита Таймс».
В 1999 году его первая жена, Пенни Аллен, похитила их 13-летнего сына после вердикта суда, согласно которому мальчик должен быть возвращен отцу, которому было предоставлено единоличное право опеки над ним и его 15-летним братом. Имеет двух дочерей от первого брака жены и двух сыновей.
В 2002 году Макьюэн обнаружил, что у него есть брат, который был отдан на усыновление во время Второй мировой войны; история стала достоянием общественности в 2007 году. Его брат, каменщик по имени Дэвид Шарп, родился на шесть лет раньше, чем Макьюэн, когда его мать была замужем за другим человеком. Шарп имеет тех же родителей, что и Макьюэн, но он родился до их вступления в официальный брак. Чтобы скрыть факт измены, она отдала Дэвида на усыновление. После того как её первый муж был убит в бою, мать вышла замуж за любовника, и Иэн родился несколько лет спустя. Братья находятся в постоянном контакте, и Макьюэн даже написал предисловие к мемуарам Шарпа.
Сейчас проживает в Оксфорде.

## Произведения

### Романы
- Цементный сад (The Cement Garden, 1978)
- Утешение незнакомцев (The Comfort of Strangers, 1981; рус. пер. В. Когана под названием «Stop-кадр», 2001)
- Дитя во времени (The Child in Time, 1987)
- Невинный (The Innocent, 1990)
- Чёрные собаки (Black Dogs, 1992)
- Невыносимая любовь (Enduring Love, 1997)
- Амстердам (Amsterdam, 1998)
- Искупление (Atonement, 2001)
- Суббота[англ.] (Saturday, 2005)
- На берегу (On Chesil Beach, 2007)
- Солнечная (Solar, 2010)
- Сластёна (Sweet Tooth, 2012)
- Закон о детях (The Children Act, 2014)
- В скорлупе (Nutshell, 2016)
- Машины, подобные мне (Machines Like Me, 2019)
- Упражнения[англ.] (Lessons, 2022)

### Сборники рассказов
- Первая любовь, последнее помазание (First Love, Last Rites, 1975)
- Меж сбитых простыней (In Between the Sheets, 1978)

### Детские книги
- Rose Blanche (1985)
- Мечтатель (The Daydreamer, 1994)

### Сценарии
- Обед пахаря (The Ploughman’s Lunch, 1985)
- Кислосладкий (Soursweet, 1988)
- Добрый сынок (The Good Son, 1993)

### Пьеса
- Имитация (The Imitation Game, 1981)

### Оратория
- Или нам умереть? (Or Shall We Die?, 1983)

### Опера
- Для тебя (For You, 2008)

## Награды и признание
| Год  | Номинирующее произведение                      | Номинируемая премия                                                                    | Победа |
| ---- | ---------------------------------------------- | -------------------------------------------------------------------------------------- | ------ |
| 1981 | Утешение странников (The Comfort of Strangers) | Букеровская премия                                                                     | -      |
| 1992 | Чёрные собаки (Black Dogs)                     | Букеровская премия                                                                     | -      |
| 1998 | Амстердам (Amsterdam)                          | Букеровская премия                                                                     | Да     |
| 1999 | Невыносимая любовь (Enduring Love)             | Дублинская литературная премия                                                         | -      |
| 2001 | Искупление (Atonement)                         | Букеровская премия                                                                     | -      |
| 2002 | Искупление (Atonement)                         | Премия Национального круга книжных критиков                                            | Да     |
| 2002 | Искупление (Atonement)                         | Премия Лос-Анджелес таймс (Los Angeles Times Book Prize for Fiction)                   | Да     |
| 2005 | Суббота (Saturday)                             | Премия Нью-Йорк таймс — 10 лучших книг года (New York Times 10 Best Books of the Year) | Да     |
| 2005 | Суббота (Saturday)                             | Мемориальная премия Джеймса Тейта Блэка                                                | Да     |
| 2005 |                                                | Международная букеровская премия (Man Booker International Prize)                      | -      |
| 2007 |                                                | Международная букеровская премия (Man Booker International Prize)                      | -      |
| 2007 | На берегу (On Chesil Beach)                    | Букеровская премия                                                                     | -      |
| 2007 |                                                | Премия за выдающиеся заслуги (Common Wealth Award of Distinguished Service)            | Да     |
| 2011 |                                                | Иерусалимская премия                                                                   | Да     |

В 2020 году Иэн Макьюэн был награждён медалью Гёте вместе с боливийской художницей Эльвирой Эспехо-Айка и южноафриканской писательницей Зукисвой Ваннер

### Экранизации
- «Утешение незнакомцев» (1990, реж. — Пол Шредер)
- «Цементный сад» (1993, реж. — Эндрю Биркин)
- «Невинный» (1993, реж. — Джон Шлезингер)
- «Испытание любовью» (2004, реж. — Роджер Мичелл)
- «Искупление» (2007, реж. — Джо Райт)
- «Дитя во времени» (2017, реж. — Джулиан Фарино)
- «Удивительная миссис Мэй» (2017, реж. — Ричард Эйр; экранизация романа «Закон о детях»)
- «На берегу» (2018, реж. — Доминик Кук)